# Route solaire
Pour les articles homonymes, voir Route (homonymie).

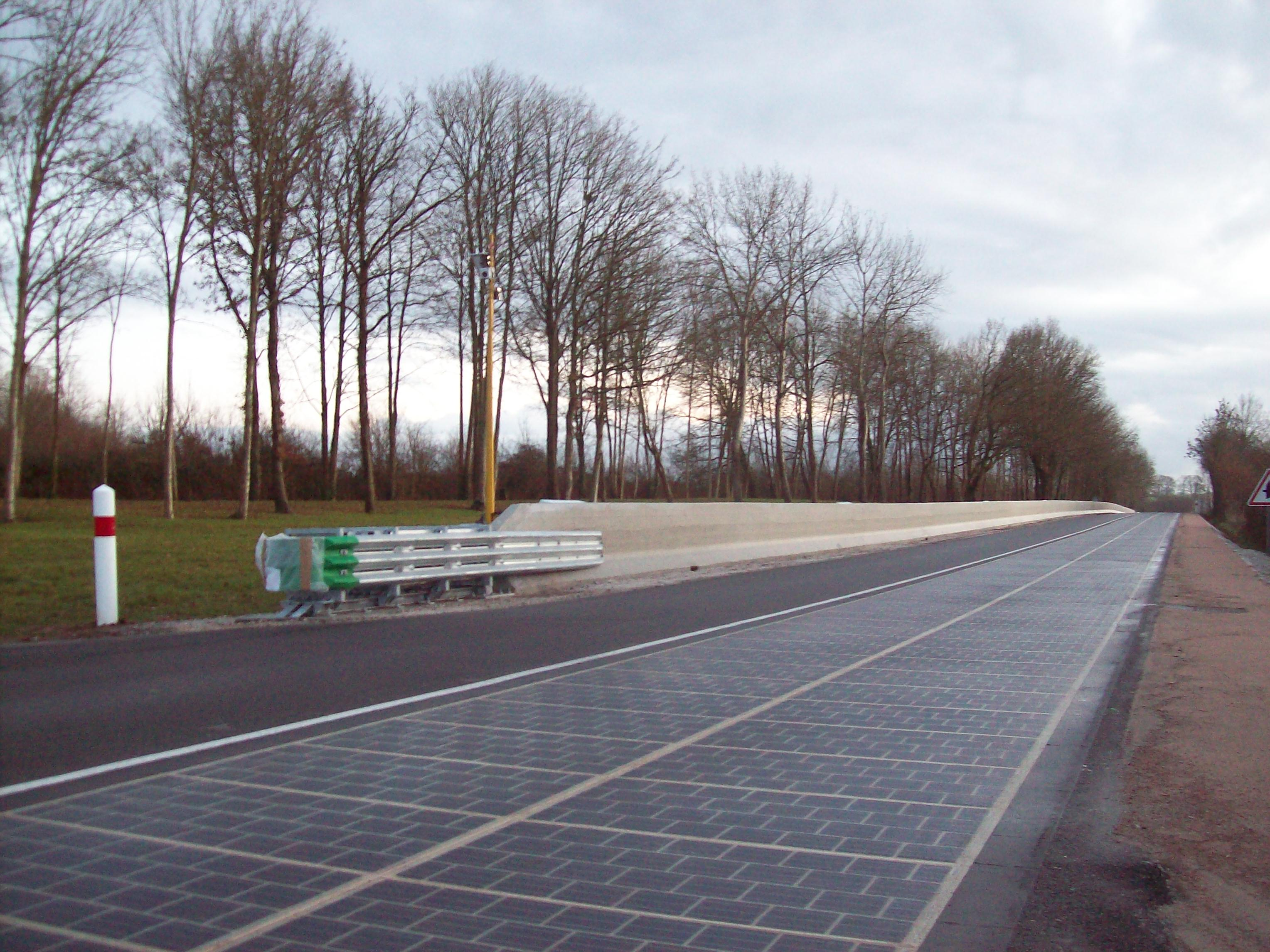
Chantier d'application pré-commercial dans la commune de Tourouvre au Perche en Normandie, mis en service en décembre 2016. En mai 2024, sept ans après leur installation, les panneaux photovoltaïques sont retirés.

Une route solaire est une route utilisée comme capteur solaire, thermique et/ou photovoltaïque (dans le second cas la couche supérieure de la chaussée est faite de panneaux photovoltaïques).
Un autre type de « route solaire » récupère et stocke les calories solaires absorbées par l'asphalte et la chaussée, dans un accumulateur thermique.
La « première route solaire au monde » réalisée dans le village de Tourouvre au Perche en Normandie, largement médiatisée lors de son inauguration et durant son fonctionnement, est considérée par la presse comme « un fiasco » en raison de son coût et de ses médiocres performances énergétiques.

## Histoire
L'idée d'utiliser des panneaux solaires sur le réseau routier date des années 2000 ; un couple d’Américains avait créé la société Solar Roadways. Selon l'Usine Nouvelle, cette route solaire américaine a « un facteur de charge de 0,782 %. L’installation aura coûté 20 fois plus que la centrale solaire de Cestas, tout en étant 20 fois moins efficace ! ». 
Des expérimentations sont lancées dans plusieurs pays sur de très petites sections de route. En France, une route solaire normande de 1 kilomètre est construite, et la ministre de l'écologie d'alors, Ségolène Royal, annonce en vouloir 1 000 kilomètres.

### Allemagne
La ville allemande de Karlsruhe teste une route qui recharge les véhicules électriques grâce à l’induction dynamique.

### Pays-Bas

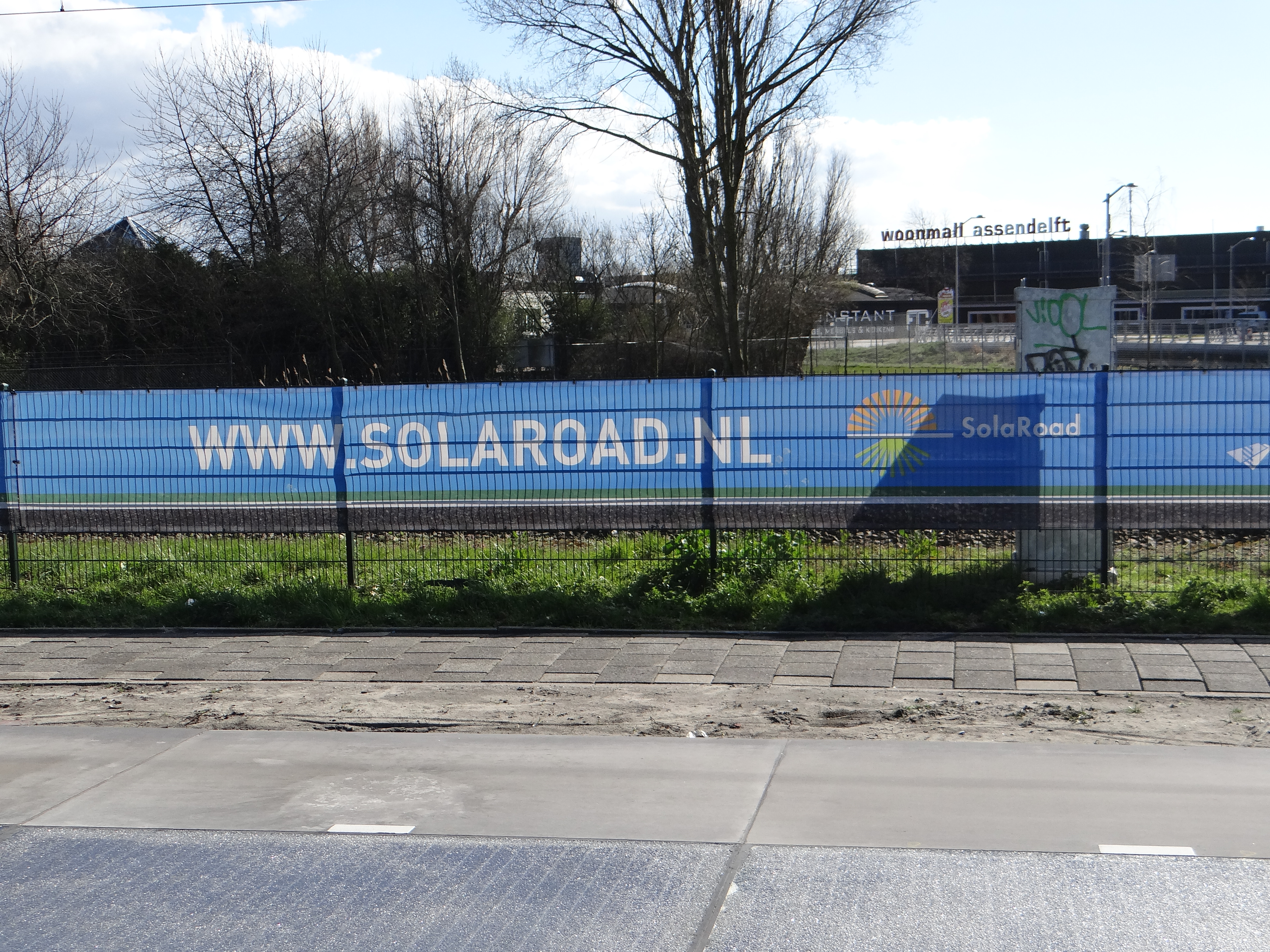
SolaRoad

La première piste cyclable faite de panneaux solaires, SolaRoad est un test réalisé le 21 octobre 2014, à Krommenie aux Pays-Bas,. Le chemin a été ouvert officiellement en novembre 2014 par le ministre de l'énergie des Pays-Bas, Henk Kamp. Les 140 mètres-carrés ont coûté 3,5 millions d'euros, soit 25 000 € le mètre-carré. Cette route solaire a produit 9 800 kWh en une année. Si elle produisait à ce niveau pendant 20 ans sans dégradation de rendement, alors le coût serait de 17,8 €/kWh. Le coût du solaire standard est d'environ 0,05 €/kWh. Craig Morris, spécialiste américain des énergies renouvelables, estime que ce projet est absurde et « espère que cela sera le dernier ». La production de 70 kWh par mètre carré et par an est deux à trois fois plus faible que celle d'une toiture photovoltaïque.

### Solutions techniques proposées
Colas, filiale de travaux routiers de Bouygues, a conçu un revêtement pour routes et parkings incluant des cellules photovoltaïques. Selon le PDG de Colas, Hervé Le Bouc, en couvrir 2,5 % des surfaces routières assurerait 10 % des besoins en électricité de la France. Ce revêtement, composé de cellules photovoltaïques collées à la route existante et recouvertes d'un substrat de résines supportant la circulation des véhicules, y compris les poids lourds, sera vendu sous la marque « Wattway » à compter de janvier 2016, au terme de cinq ans de recherche avec l'Institut national de l'énergie solaire (Ines). Il peut alimenter l'éclairage public, des affichages lumineux, des abribus ou des feux rouges en zone urbaine, ou des habitations ou entreprises en zones peu peuplées. Wattway peut aussi recharger des véhicules électriques par induction : 100 m2 fournissent l'énergie pour rouler 100 000 km par an, selon l'INES. Colas affirme que le prix sera le même que celui des fermes solaires.
Les partenaires du projet Wattway sont la filiale « routes » de Bouygues, Colas, et le CEA Tech. Le PDG de Colas, le 14 octobre 2015 dans Les Échos : « Si on recouvrait un quart des routes, on assurerait l’indépendance énergétique de la France (…) Nous serons au même prix qu’une ferme solaire, de manière à constituer une alternative à ce mode de production d’électricité photovoltaïque ». Il estimait donc cette technologie capable en France de remplacer les centrales nucléaires. De son côté l'INES (CEA) publiait un communiqué évoquant à plusieurs reprises une « prouesse », affirmant que la route solaire était quasi aboutie, qu'elle n'était plus au stade de prototype. Le 8 novembre 2018, le site web du magazine Science et Vie publie un message totalement opposé a celui du PDG de Colas : « on ne remplacera jamais une centrale nucléaire par des routes solaires. »
Les panneaux photovoltaïques sont protégés par une résine protectrice sur la chaussée particulièrement résistante mais coûteuse, montant le coût d'investissement de l'expérimentation normande à cinq millions d'euros, ceci sans compter le coût du raccordement au réseau électrique qui a été offert par Enedis,.

### Applications et projets réalisés
Après des expérimentations sur quatre sites pilotes, un tronçon de route solaire d'un kilomètre (2 800 m2) est ouvert le 22 décembre 2016 à Tourouvre au Perche dans l'Orne, subventionné par l'État à hauteur de 5 millions d'euros. Il suscite de nombreuses critiques : « il s'agit sans doute d'une prouesse technique, mais, pour développer les renouvelables, il y a d'autres priorités qu'un gadget dont on est certain qu'il est très cher sans être sûr qu'il marche », pense Marc Jedliczka, vice-président du Réseau pour la transition énergétique (CLER) ; le prix du watt-crête raccordé se monte alors à 17 euros contre seulement 1,30 euro pour le photovoltaïque posé en grande toiture, et moins de 1 euro pour les installations au sol. Cette section de route normande est empruntée par deux mille véhicules quotidiennement. Elle est pavée de 2 800 m2 de dalles « made in France », avec une puissance de 120 watts par mètre carré, soit environ deux fois moins que le solaire standard. 
Pour Olivier Appert, délégué général de l'Académie des Technologies  et ex-président du comité français du conseil mondial de l'énergie, le concept de route solaire est « énergétiquement et économiquement absurde ». L'ingénieur australien Dave Jones publie une série de vidéos démontrant par A+B pourquoi ce projet est selon-lui « incroyablement stupide ». En 2018, la production est un tiers inférieure à celle de 2017, cette dernière ayant déjà été deux fois plus faible que prévu. Selon le Conseil Départemental de l'Orne elle a été en travaux tout au long de l'année 2018[réf. nécessaire].
Un mur en béton, jugé peu esthétique par les élus normands, a été placé tout au long du kilomètre de route solaire pour cacher divers matériel électrique (onduleurs etc.). Il est prévu de consommer 44 000 € additionnels (dont 60 % d'argent public) pour tenter de camoufler ce mur avec une fresque street-art. Des personnalités emblématiques, peut-être Ségolène Royal, y seront dessinées a rapporté le journal Ouest-France le 14 novembre 2018. Pour Michael Liebreich, le fondateur de l'agence BNEF (Bloomberg New Energy Finance), l'aspect excentrique du solaire routier risque d'être dommageable à l'image de l'industrie photovoltaïque dans son ensemble. 
Le projet est critiqué en raison d'une incertitude sur le rendement énergétique et le coût est considéré comme élevé. La production observée durant l'année 2017 a été de 150 MWh, ce qui est deux fois moins que ce qui était prévu. 340 kW d'énergie solaire en toiture permettent de produire 350 000 kWh par an avec un facteur de capacité de 12 % en Normandie. Si les panneaux sont posés à plat, la production théorique est alors de 285 000 kWh par an dans la même région selon l'outil de calcul du NREL américain. Les 150 000 kWh produits concrètement par la route solaire normande posent donc sérieusement problème. Ils correspondent à seulement 53 % des 285 000 kWh théoriques. Pour le président du Syndicat des énergies renouvelables se pose la question de la possibilité de réduction des coûts. Sur les 17 € le module Wattway représente 6 € (la résine qui protège les cellules photovoltaïques de l'écrasement coûte cher), le reste (11 €) porte sur le BoS (Balance of System). Le coût de la main d’œuvre pour la pose (qui est complexe en milieu routier) semble particulièrement élevé et la colle coûte cher. 
Il existe aussi une réserve au sujet de la résistance dans la durée au passage des poids lourds et aux intempéries. La route solaire vendéenne de Bellevigny, où le trafic automobile est pourtant très inférieur à celui d'une autoroute, a duré 18 mois. Elle a dû être retirée. Une centrale solaire standard dure 30 ans, soit 20 fois plus longtemps. 

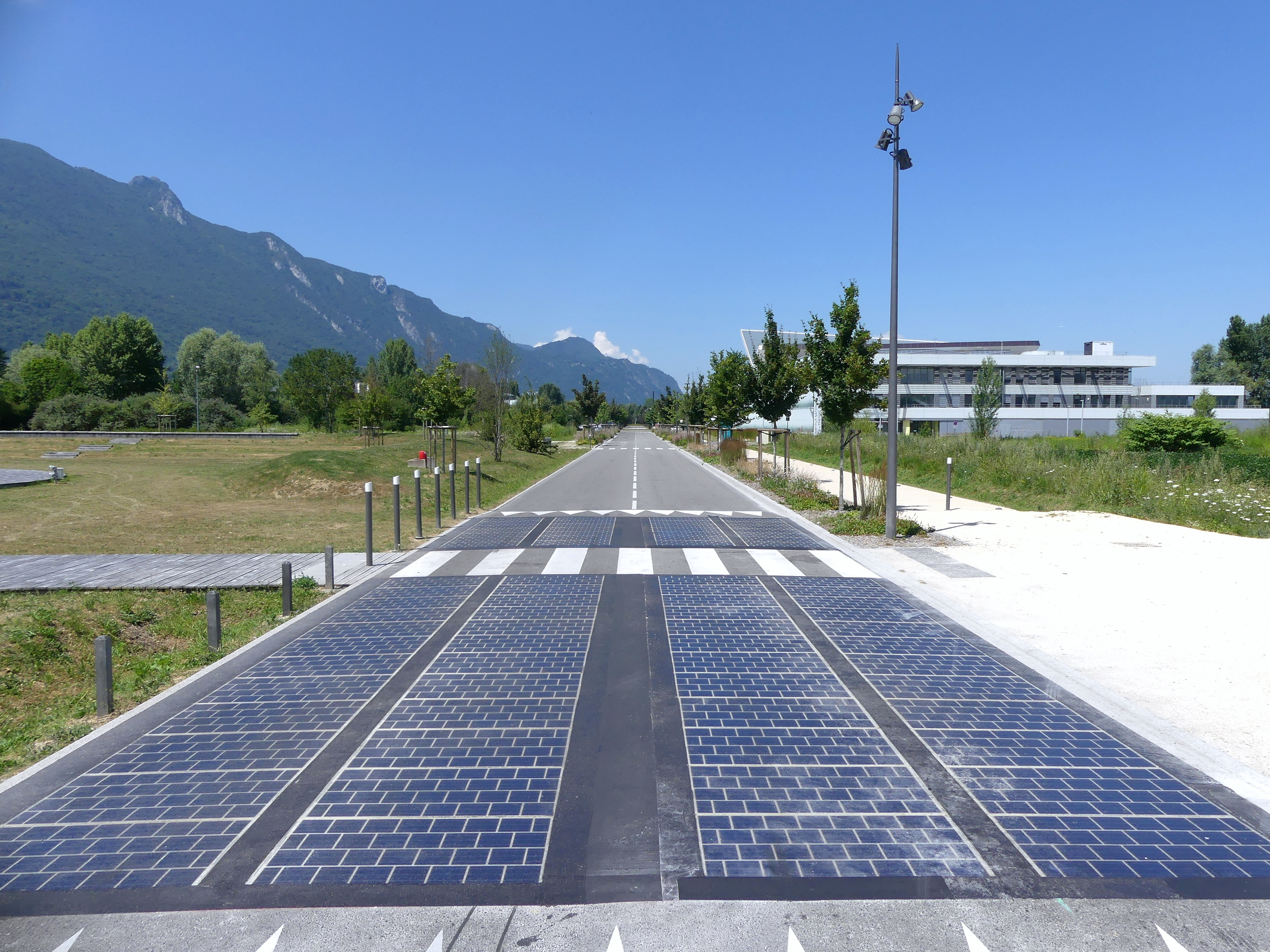
Portion de route solaire installée à côté de l'INES à Savoie Technolac en 2018.

Le président de l'association négaWatt qualifie ce projet de « miroir aux alouettes » et EELV-Ardèche a pris publiquement position contre ce concept le qualifiant de « greenwashing ».
Le scientifique écossais Ryan Dylan remarque que la route solaire normande a coûté dix fois plus cher que le solaire standard, et ceci pour produire trois fois moins, d'où un facteur 30 de différence, ce qu'ont confirmé les médias américains GreentechMedia, Treehugger et ExtremeTech, ainsi que le média économique allemand Handelsblatt. La candidate du green parti (parti vert) américain a commenté ces résultats, tout comme le journaliste scientifique Nick Ellis du média O Meio Bit, l'un des médias techniques les plus importants du Brésil : « Ségolène Royal a commis une lourde erreur ». Pour le média tchèque Hospodářské noviny, « les routes solaires sont déjà en France et aux États-Unis. Cependant, les premières données montrent qu'elles sont inefficaces » tandis que le média bulgare Nauka estime qu'elles sont « trop inefficaces ».

Selon le média Construction Cayola, 

« d’un point de vue environnemental, elles sont également questionnées. Le manque d’éléments communiqués interroge notamment sur la quantité d’énergie requise pour produire ce type de technologie (…) le bilan écologique global n’a pas été dévoilé concernant les composants de la solution (résine, colle, etc.). Quelle quantité d’énergie est nécessaire à leur production ? Sont-ils polluants ? »,

« Mais quel joli gadget! » s'est exclamé le journaliste Olivier Razemon dans un article publié le 26 décembre 2018 par Le Monde et intitulé « Route solaire, aérotrain, Autolib’, etc. Voyage au cimetière des innovations ratées ». Pour ce spécialiste des transports, « Une aventure non aboutie demeure bien sûr une expérience enrichissante pour celui qui la mène. Elle laisse aussi derrière elle, des dégâts ou des traces, sous forme de factures impayées, de subventions inutiles, d’objets encombrants ou d’infrastructures abandonnées »
La route solaire normande (1 000 mètres de long) est hors d'usage après moins de deux ans et demi de service. La totalité des panneaux solaires va être retirée avant juin 2019,. Dans les faits, seuls 300 mètres de panneaux ont été retirés. Début septembre 2022, la route solaire est toujours en expérimentation. La route solaire aura donc produit « beaucoup moins que prévu, ». Pour le média Contrepoints, « cette pénible aventure illustre à elle seule plusieurs maux que le peuple français subit régulièrement sans trop grogner : idiotie d’une idée initiale, sa récupération pour des raisons purement médiatiques par des politiciens aussi incompétents qu’avides d’exposition facile, capitalisme de connivence qui permet à certaines entreprises bien en cour de bénéficier d’une publicité gratuite ».
Faute de résultat probant pour le test de la route solaire à Tourouvre, Colas négocie la prolongation de l'essai pendant deux ans. En parallèle, il lance la commercialisation du « Wattway pack » pour des surfaces plus modestes (3 à 12 mètres carrés) afin d'alimenter de petits équipements non raccordables au réseau : alimentation de bornes de recharge de vélos ou trottinettes électriques, de caméras de surveillance ou d'abribus éclairés.
Le Département de la Seine-Saint-Denis considère quant à lui que l’usure des dalles de la piste cyclable, installées sur le site pilote du Canal de L’Ourcq, ne peut pas être comparée à celle de la route de Tourouvre, puisque seuls des cyclistes et des piétons sont amenés à l’emprunter. La piste ne souffrira effectivement pas du poids des voitures et des camions.

#### Fiasco normand
Selon le journaliste Igor Bonnet du quotidien Le Monde (22 juillet 2019), « la plus grande route solaire du monde » est « un fiasco »:
- une centaine de mètres était trop dégradé pour être remis en état
- certains joints sont abîmés, certains panneaux se décollent, des débris ont usé par endroit la résine protégeant les panneaux photovoltaïques,
- la dégradation des feuilles d'arbre opacifient les cellules photovoltaïques,
- le bruit de la route a conduit à abaisser la vitesse de ce tronçon à 70 km/h[40],[41].

Le graphique qui aurait dû être présenté ici ne peut pas être affiché car il utilise l'ancienne extension Graph, désactivée pour des questions de sécurité. Des indications pour créer un nouveau graphique avec la nouvelle extension Chart sont disponibles ici.

« Un kilomètre devait produire l'équivalent de 790 kWh. La moitié seulement a été produite la première année, le quart l'année suivante, un huitième encore l'année d'après... Pourquoi ? » interroge France-inter le 23 juillet 2019, ajoutant que « le projet fonctionnerait bien si des voitures ne roulaient pas dessus. »
« Les recettes de vente de l’électricité produite par la route devaient nous rapporter 10 500 euros par an. En 2017, nous avons perçu 4 550 euros. En 2018, 3 100 euros, et pour le premier trimestre 2019, nous en sommes à 1 450 euros » a énuméré Gilles Morvan, directeur général des services du conseil départemental de l'Orne, a rapporté le média France soir le 23 juillet 2019. Pour L'Express, s'il s'agit d'un « gros flop » tandis que Capital estime que ce projet « a viré à la catastrophe »,. Pour le média 20Minutes.fr, il s'agit d'un « fiasco technologique »,. Pour le Journal du Geek, l'échec est « cuisant ». 
La constatation d'échec est rapporté par l'ensemble de la presse,,,.
En mai 2024, sept ans après leur installation, les panneaux photovoltaïques sont retirés. Le projet d’un coût de 5 millions d’euros est présenté par Le Figaro comme étant caractéristique de « projets inutiles ou mal dimensionnés ».

### Amendement sénatorial
Le 28 mars 2019, un amendement relatif à la route solaire a été accepté par le Sénat. 

« Cet amendement propose de compléter la liste des actions éligibles aux CEE dans le domaine des transports telle qu'établie à l'article 25 bis, en l'étendant à la mise en œuvre de solutions de mobilité innovantes comme les routes solaires. Cette technologie, actuellement en cours d'expérimentation, qui permet d'alimenter des petits équipements tel que l'éclairage public ou la signalisation routière, apporte des perspectives intéressantes, notamment aux Collectivités territoriales, bien que son coût soit encore élevé et son rendement limité. »

[source secondaire souhaitée]
Dans un article intitulé « Le Sénat fan de la route solaire » et publié le 29 mars 2019 le média Journal de l'Environnement a souligné, non sans ironie, qu'« une fois n’est pas coutume, la Chambre haute du Parlement veut soutenir l’énergie solaire. Jeudi 28 mars, une majorité des sénateurs présents ont adopté un curieux amendement au projet de loi sur les mobilités ». Le média Reporterre a, de son côté, titré le 30 mars 2019: « Les économies d’énergie détournées pour financer d’inutiles routes solaires ». Pour Connaissance des énergies, « la route solaire plaît à certains élus car elle est visible ».

### Au Luxembourg
Susanne Siebentritt, directrice du laboratoire photovoltaïque de l'université du Luxembourg, à propos de la route solaire installée sur un parking de Sanem, septembre 2018 : « Je ne vois pas beaucoup d’avantages. Ces cellules solaires produisent moins d’électricité que si nous les placions sur une façade ou sur le terrain. J’ai de sérieux doutes aussi sur la durabilité. La source d’énergie la moins polluante est certainement l’économie d’énergie. ». La route solaire a coûté 76.000 euros Hors Taxes, sa production annuelle estimée est de 3105 kWh et sa durée de vie estimée de 15 ans (selon Colas). D'où un coût de 1,63 € HT du kWh (si la route solaire ne subit pas de dégradation de rendement pendant les 15 ans). Le kWh du solaire standard coût à présent en France 0,05€/kWh TTC[réf. nécessaire]. « Coûtant quelque 76 000 euros et cofinancée à parts égales par la commune de Sanem et Sudgaz, la «route solaire Wattway» fait quelque 30 m2 (…) À Sanem, elle permettra de produire chaque année environ 3 105 kWh. ».

### À Monaco
Réalisateur wattway - Colas.

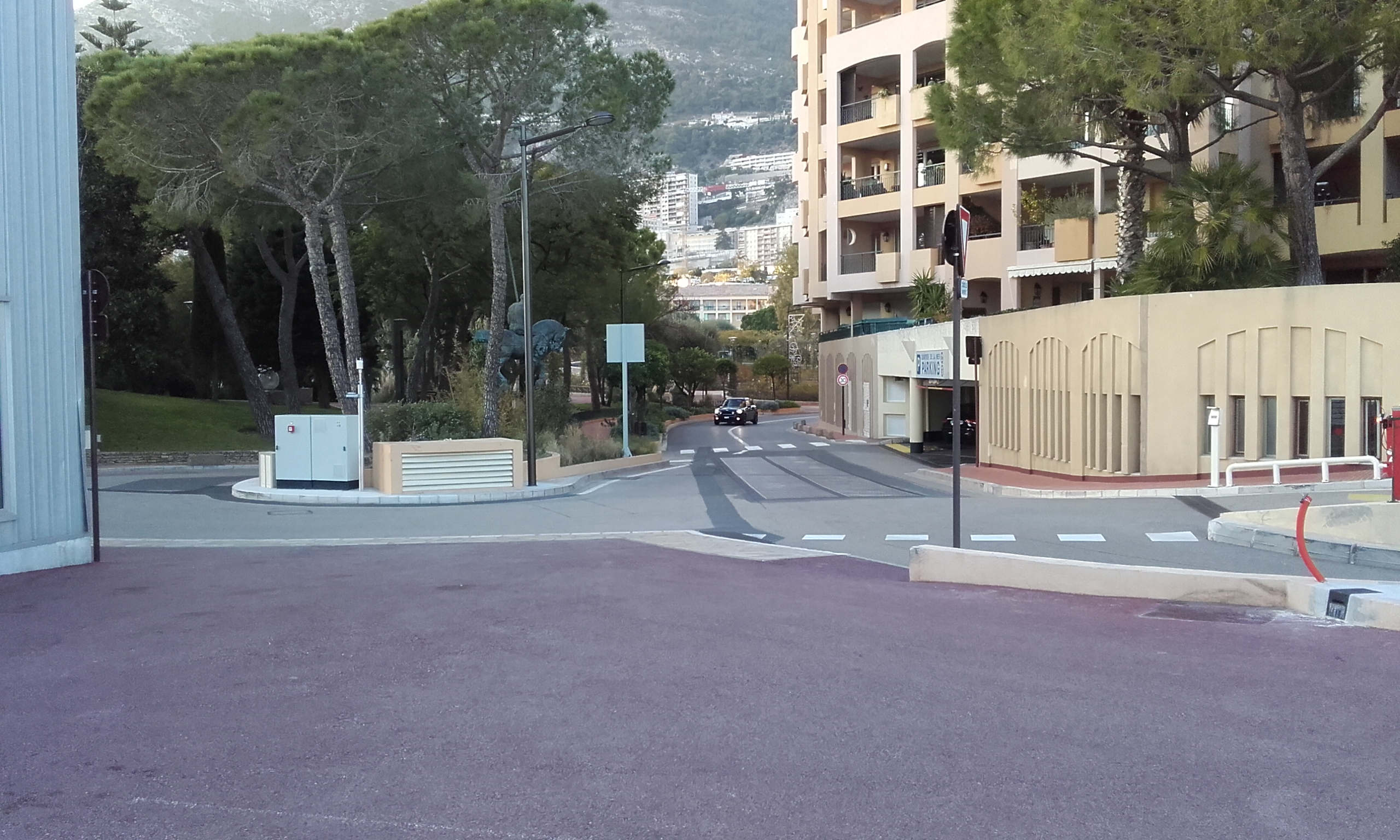
La "route solaire" de Monaco

- Puissance électrique instantanée : 45 W ;
- Production journalière : 3,44 kWh ;
- Production cumulée depuis la mise en service : 37,5 kWh ;
- Équivalent en heures d'éclairage de la Roseraie Princesse Grace : 1,12 h.

### En Chine
En Chine, une route solaire de deux kilomètres a été ouverte par Qilu Transportation Development Group. C'est une route express près du périphérique sud de la ville de Jinan, chef-lieu de la province du Shandong, en Chine populaire.

La route est constituée de trois couches : une couche de panneaux solaires, une couche de béton transparent similaire à de l'asphalte et une couche d'étanchéité.
Un minibus peut y rouler à 100 km/h comme sur une route classique, avec une distance de freinage comparable. Les panneaux couvrent 5 875 mètres carrés et ont un potentiel d'un million de kWh d'électricité annuel. Cette route expérimentale aurait été rapidement vandalisée. Une enquête a été menée et il s'avère qu'en fait les panneaux solaires n'ont pas été volés : particulièrement fragile, la route solaire s'est cassée du fait du passage des véhicules.
En février 2018, une première super-autoroute alimentée par énergie solaire de Chine est annoncée comme devant être mise en service d'ici 2022. Elle doit relier Hangzhou et Ningbo et permettre de voyager à une vitesse maximale de 120 km/h.

## Inconvénients
La surface disponible de la route solaire peut être couverte par les dépôts des gommes, les poussières et les feuilles mortes qui vont progressivement altérer l’efficacité du procédé. Par ailleurs plus la circulation est dense et moins le procédé est efficace (ombrage) ; il faut dont le réserver aux seules routes bien ensoleillées mais peu fréquentées. De plus, la disposition à plat des panneaux photovoltaïques est loin d'être idéale pour obtenir le meilleur rendement tout au long de l'année en Europe (on privilégie un angle à 60° l'hiver, 45° au printemps et 20° l'été). Enfin, les cellules photovoltaïques sont très sensibles à la chaleur (durée de vie et rendement), c'est pourquoi les installer dans une route peut ne pas s'avérer efficace. Usuellement les panneaux solaires sont rafraîchis par les échanges de chaleur issus du contact entre le panneau chaud et l'air frais l'entourant.

## Alternative: route solaire thermique
Toute l'année en zone équatoriale et surtout en été en zone tempérée, les surfaces asphaltées noires ou sombres captent une quantité importante de calories (pouvant absorber environ 40 MJ/m de rayonnement solaire par jour en été). Il est possible de collecter ces calories via un système d'échange de chaleur, qui implique d'installer une tuyauterie dans la chaussée. Là un fluide caloporteur circulant dans les tuyaux quand le soleil chauffe la route capte les calories pour les transférer dans un réservoir (qui peut être de la roche sous-jacente, du granit idéalement).
C'est aussi un moyen de refroidir la route et d'éviter que le goudron ne fonde lors des canicules. L'efficacité énergétique d'une chaussée en asphalte utilisée comme capteur solaire a atteint 33 % puis est limitée par la réduction de la température de l'asphalte quand le débit du fluide caloporteur augmente. En montagne et en zone froide, une tuyauterie située à 4 à 10 cm sous la surface avec un espacement optimal des tuyaux de 0,18 à 0,4 m permet, comme l'a montré une expérience faite en Chine d'utiliser la chaleur collectée en été pour faire fondre la neige en hiver. Près de 150 à 250 W/m de chaleur solaire ont pu être ainsi récupérés en conditions naturelles estivales.